# 坂上石楯
坂上 石楯（さかのうえ の いわたて）は、奈良時代の貴族。姓は始め石村（いわれ）村主、のち坂上忌寸。官位は従五位下・中衛将監。勲等は勲四等。

## 出自
石村氏（石村村主）は三河国碧海郡に定着した漢系渡来氏族で、仁徳朝に渡来した阿知使主に随い来日した者に祖にあたる人物がいたという。一説では後漢第7代皇帝少帝懿の後裔で、石村の呼称は大和国磐余の地に因むものとされる

## 事績
天平宝字8年（764年）藤原仲麻呂の乱（恵美押勝の乱）に際して、敗北し妻子3,4人と共に船で琵琶湖上に逃れた恵美押勝（藤原仲麻呂）らを捕らえて斬殺し、押勝の首を京に運んだ。石楯はこのとき軍士、つまり一兵士であった。この功績により大初位下から一挙に十六階昇進して従五位下に叙爵し、翌天平神護元年（765年）正月には勲四等を与えられた。
同年4月に左京人石村石楯ら3人と参河国碧海郡人の石村押縄ら9人が、同時に坂上忌寸姓を賜与された。この記事により、石楯が三河国碧海郡の石村氏と同族関係にあり、かつ自らは左京の人であったことがわかる。藤原仲麻呂の乱では坂上苅田麻呂も功を立てて昇進しており、石村（村主）氏は地位を向上させつつあった遠縁の坂上氏の下に組み込まれつつ、姓を良いものに改めたことになる。
その後、天平神護2年（766年）出羽介、宝亀5年（774年）中衛将監を歴任した。
宝亀10年（779年）5月1日に、妻の紀朝臣多継、息子の坂上忌寸氏成、娘の秋穂の三人が、故父石楯の厚恩に報じるために、大般若波羅蜜多経1部600巻を写経して納めた。このうちの巻176が唐招提寺に残り、跋語によってその事情が伝わっている。また、このことから、宝亀10年（779年）までに没したことがわかる。

## 年譜
| 和暦年       | 西暦年 | 和暦月日 | 事柄                                                                               |
| ------------ | ------ | -------- | ---------------------------------------------------------------------------------- |
| 天平宝字8年  | 764年  | 9月18日  | 軍士として、藤原恵美朝臣押勝（藤原仲麻呂）を斬った。                               |
|              |        | 10月7日  | 大初位下から従五位下に昇叙される。                                                 |
| 天平神護元年 | 765年  | 1月7日   | 勲四等を叙された。                                                                 |
|              |        | 4月26日  | 一族3名と共に坂上忌寸の姓を賜与された。このとき従五位下・外衛将監。                |
| 天平神護2年  | 766年  | 5月10日  | 出羽介に任ぜられる。                                                               |
| 宝亀5年      | 774年  | 5月29日  | 中衛将監に任ぜられた。                                                             |
| 宝亀10年     | 779年  | 5月1日   | 坂上氏成・秋穂とその母紀朝臣多継とが、故父石楯のために大般若波羅蜜多経をおさめた。 |

## 系譜
- 父：不詳
- 母：不詳
- 妻：紀多継
  - 男子：坂上氏成
  - 女子：坂上秋穂